# Nemotelus armeniacus
Nemotelus armeniacus är en tvåvingeart som beskrevs av Pleske 1937. Nemotelus armeniacus ingår i släktet Nemotelus och familjen vapenflugor. Inga underarter finns listade i Catalogue of Life.